# Medon piceus
Medon piceus – gatunek chrząszcza z rodziny kusakowatych i podrodziny żarlinków.
Gatunek ten został opisany w 1858 roku przez Ernsta Gustava Kraatza jako Lithocharis piceus.
Chrząszcz o ciele długości od 4 do 4,5 mm, ubarwiony rdzawobrunatno z ciemniejszą głową oraz żółtordzawymi: czułkami, aparatem gębowym, odnóżami i tylnymi brzegami tergitów odwłoka. Wierzch głowy i przedplecza, z wyjątkiem gładkich linii środkowych na obu tych częściach ciała, są pośrodku gęsto, pępkowato punktowane. Punkty na przedpleczu są duże i głębokie. Warga górna ma przednią krawędź z dwoma małymi ząbkami i niegłębokim wgłębieniem między nimi. Odnóża tylnej pary mają stopy znacznie krótsze niż golenie. Punktowanie odwłoka jest gęste i delikatne. Odwłok samca ma piąty sternit o tylnym brzegu z płytkim, szerokim, łukowatym wcięciem, a szósty sternit z tylną krawędzią wciętą trójkątnie.
Owad znany z Portugalii, Hiszpanii, Wielkiej Brytanii, Francji, Belgii, Holandii, Niemiec, Włoch, Malty, Polski i Czech. Zasiedla torfowiska i widne lasy. Bytuje wśród torfowców, pod rozłogami wrzosów i w ściółce.